# Назарово (Хабаровский край)
Наза́рово, Зимник Назарово — упразднённый в 2011 году населённый пункт (тип: монтёрский пункт) в Аяно-Майском районе Хабаровского края.

## География
Находится на р. Назарова, вблизи впадения в реку Гоночан. Находится в Хабаровском крае дальнем востоке России.

## История
Создан как поселение ремонтников автозимника. Ранее на этом месте проходил Аяно-Якутский тракт, связывающий Якутию с Охотским морем.
В 2009 году вышло решение Собрания депутатов Аяно-Майского муниципального района от 16.11.2009 N 52 «О предложении об упразднении населенных пунктов: монтерский пункт Назарово, монтерский пункт Аимчан, база Нялбандя Аяно-Майского муниципального района Хабаровского края».
Упразднён постановлением Законодательной Думы Хабаровского края 25 мая 2011 года в связи с отсутствием проживающих граждан.

## Инфраструктура
Монтёрский пункт, созданный для ремонта автозимника.

## Транспорт
Автозимник Аян — Нелькан.